# Jean Maillard
Jean Maillard (c. 1515 – després del 1570) fou un compositor francès del Renaixement.
La vida de Jean Maillard és molt poc coneguda. Deixà una Missa ad imitationem moduli (París, 1557), Cantiones sacrae sen motectae quatuor vocum (París, 1561), i altres moltes composicions publicades en les col·leccions de l'època.